# Sierra de Guadarrama

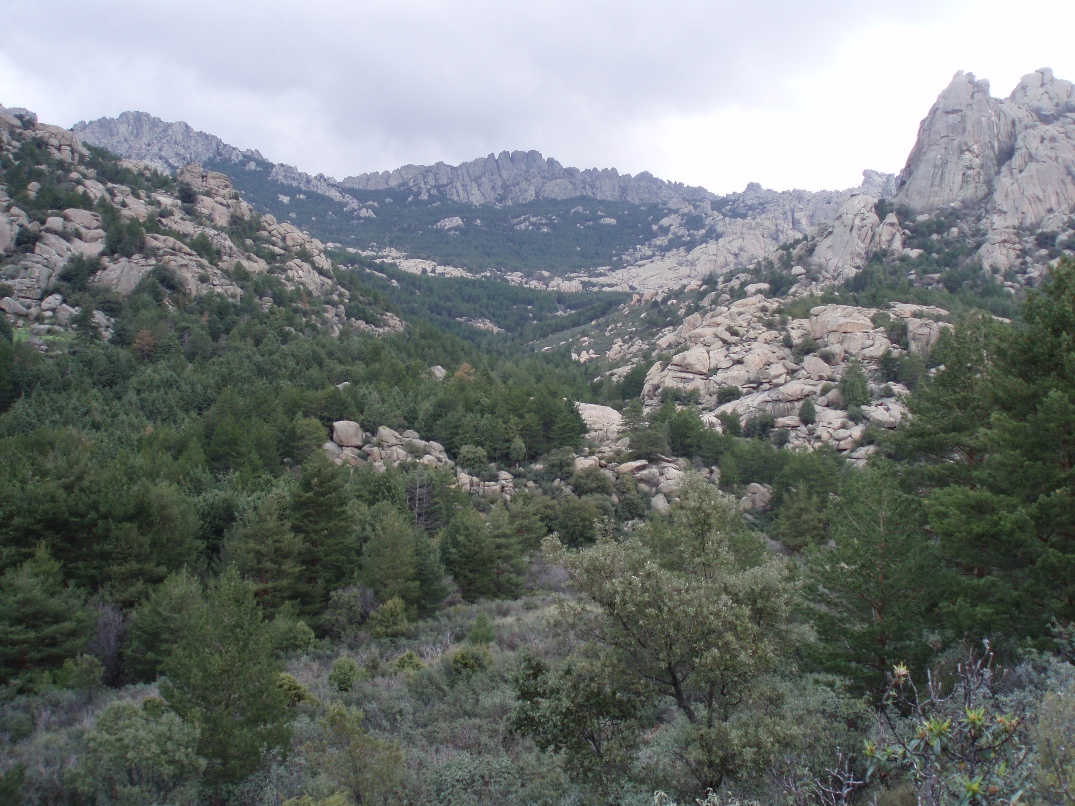
Bergstoppar i La Pedriza

Sierra de Guadarrama är en bergskedja i Spanien som spänner över halva Sistema Central (en bergskedja i mitten på Iberiska halvön), belägen mellan Sierra de Gredos i provinsen Ávila, och Sierra de Ayllón i provinsen Guadalajara. Bergskedjan sträcker sig riktning sydväst - nordöst, in i Madrid i söder, och mot provinsen Ávila och Segovia i norr. Hela bergskedjan mäter ungefär 80 km i längd, och den högsta toppen, Peñalara, når upp till 2,430 m ö.h.
Växtligheten domineras av ett överflöd av pinjeskogar (pino silvestre) och i de lägre delarna ekskogar, på bergstopparna dominerar buskvegetationen. 
Bergskedjans närhet till Madrid gör att området är väl besökt. Området korsas via många bergspass och av flera järnvägslinjer. Infrastrukturen för turismen är väl utbyggt, tillsammans med basförsörjning av olika bergssporter, en verksamhet som dock kan påverka naturområdet negativt. Här ligger bland annat skidorterna Navacerrada, Cotos och Valdeski.